# Fabryka Pianin i Fortepianów Brunona Sommerfelda
Fabryka Pianin i Fortepianów Brunona Sommerfelda – bydgoska firma istniejąca w latach 1905–1945, największa w Polsce międzywojennej fabryka pianin i fortepianów.

## Historia

### Okres pruski
Fabryka została założona w 1905 r. przez Brunona Sommerfelda. Pierwsza siedziba mieściła się przy ul. Śniadeckich 2 w Bydgoszczy. W 1913 r. fabryka znajdowała się przy ul. Jagiellońskiej 56, a salon wystawowy i sprzedaży przy ul. Śniadeckich 2.
Fabryka produkowała fortepiany, pianina i harmonijki ustne, prowadziła naprawę instrumentów oraz je wypożyczała. Była też generalnym przedstawicielem renomowanych  firm: Juliusa Blüthnera z Lipska, Feuricha, Augusta Förstera, Huppera, Nieudorfa, Rönischa, Schwechtena, Weisbroda, Heinricha Woframma i Zimmermanna, firm produkujących harmonie: Mannborg i Hofberg, a także pianin i skrzydeł mechanicznych Duca i Ducanola.
W salonie wstawowym obok własnych, reklamowano i sprzedawano instrumenty renomowanych wytwórni niemieckich oraz warszawskich. Dysponowano wyborem ok. 100 instrumentów, m.in. amerykańskiej fabryki fortepianów Steinway and Sons oraz powstałej w 1853 r. w Berlinie fabryki Friedricha Wilhelma Bechsteina. Fortepiany i pianina można było nabywać za gotówkę lub w sprzedaży ratalnej

### Dwudziestolecie międzywojenne
W okresie międzywojennym firma zmieniła nazwę na „Bracia Sommerfeld” (1921-1922), a od 1927 r. nazywała się: „Fabryka fortepianów i budowa organów kościelnych Bronisława Sommerfelda”. Była to największa fabryka fortepianów w Polsce, dla której realną konkurencję stanowiły jedynie nieliczne wytwórnie (np. „Calisia” w Kaliszu). 
W 1928 r. fabryka zatrudniała 150 osób, a w roku 1937 ok. 80, głównie Polaków. W 1938 r. posiadała oddział w Grudziądzu i filie w Gdańsku, Katowicach, Łodzi, Poznaniu i Warszawie. Od 1933 r. sprzedawcą pianin i fortepianów w oddziale poznańskim a od 1937 r. kierownikiem oddziału warszawskiego przy ul. Marszałkowskiej 83 (także podczas okupacji) był znany pianista, kompozytor i improwizator Grzegorz Kardaś – powojenny kierownik muzyczny teatralnych scen bydgoskich i Rozgłośni Polskiego Radia.
Fabryka Brunona Sommerfelda reklamowała swe wyroby w prasie międzywojennej oraz eksponowała swe produkty na licznych wystawach. Już w 1913 r. firma uzyskała złoty medal na Pomorskiej Wystawie w Bydgoszczy. Następne wyróżnienia pochodzą m.in. z 1927 r. (Bydgoszcz), 1928 r. (złoty medal na Wystawie Gastronomicznej w Poznaniu, srebrny medal na wystawie w Wilnie, złoty medal wystaw w Katowicach i Rogoźnie, dyplom honorowy z wystaw we Lwowie  i Gdańsku). Podczas Pierwszej Wystawy Muzycznej w Polsce, odbywającej się w listopadzie 1932 r. w Resursie Obywatelskiej w Warszawie, poświęconej przemysłowi muzycznemu i radiowemu, fabryka zaprezentowała 15 modeli pianin i fortepianów, które zajmowały większość głównej sali. Medale przyznano także na wystawach zagranicznych, m.in. w Paryżu (1927) i Florencji (1929). Wyroby promowano również poprzez wypożyczanie ich różnym instytucjom oraz koncerty firmowego jazz-bandu.
W 1938 r. zawiązano spółkę pod nazwą „Brunon Sommerfeld Spółka z o.o. - fabryka fortepianów i pianin” z siedzibą w Bydgoszczy. Kapitał zakładowy wynosił 20 tys. zł i podzielony został na udziały. Większość z nich (75%) miał Poznański Bank dla Handlu i Przemysłu S.A., a resztę - Brunon Sommerfeld. Do września 1939 r., nawet w okresie wielkiego kryzysu, w fabryce wykonywano rocznie ok. 1500 fortepianów i pianin.

### Okres okupacji
Po wybuchu wojny i zajęciu Polski przez Niemców, firma nie uległa wywłaszczeniu gdyż jej właściciel i założyciel mógł wykazać się narodowością niemiecką. W pierwszych miesiącach okupacji spółka działała jako „Bruno Sommerfeld G.m.b.H.” Obok istniejących dotąd oddziałów w Bydgoszczy, Katowicach, Łodzi i Poznaniu otworzyła przedstawicielstwa w Gdańsku, Krakowie i Warszawie. Od 30 grudnia 1940 r. jedynym właścicielem firmy był ponownie Brunon Sommerfeld. Od 1942 roku, obok produkcji pianin i fortepianów (ok. 50%) wykonywano także meble biurowe, stoły, szafy i łóżka. Zatrudnienie spadło do 40 osób, z czego 90% stanowili Polacy.
W drugiej dekadzie stycznia 1945 r., podczas działań wojennych związanych z oswobodzeniem miasta spod okupacji niemieckiej, całkowicie spalone zostało wyposażenie fabryki. Pociski ostrzału artyleryjskiego trafiły w magazyny lakierów i politury, wywołując pożar. 
Jeszcze przed pożarem, zimą 1945 r. właściciel fabryki z falą niemieckich uciekinierów opuścił Bydgoszcz. Udało mu się przedostać do Berlina, gdzie zmarł w latach 50. XX w. Do śmierci prowadził korespondencję ze swymi byłymi pracownikami zamieszkałymi w Bydgoszczy.

### Okres powojenny
W lipcu 1945 r. przedsiębiorstwo zostało jako mienie poniemieckie upaństwowione i przekazane Zjednoczeniu Miejscowego Przemysłu Drzewnego. Zjednoczenie zaniechało produkcji pianin i fortepianów. Fabryka została zamknięta, a w salonie firmowym przy ul. Śniadeckich 2 (róg ul. Gdańskiej) umieszczono sklep z instrumentami muzycznymi.
Tradycje produkcji instrumentów muzycznych w Bydgoszczy kontynuowano jedynie w Fabryce Akordeonów przy ul. T. Kościuszki (od 1950), którą w latach 60. przeniesiono na ul. Glinki. Kilka sztuk pianin z fabryki „B. Sommerfelda” zachowało się w kolekcji w gmachu Filharmonii Pomorskiej.